# Arthur Schopenhauer (socha)
Arthur Schopenhauer je socha německého filozofa Arthura Schopenhauera od sochařky Elisabet Neyové. Portrétní busta vytesaná z mramoru vznikla v roce 1859. Busta byla modelována a tesaná v Německu, nyní ji však drží Muzeum Elisabet Neyové v texaském Austinu v USA.

## Historie
Jako mladá umělkyně působící v Berlíně vytvořila Elisabet Neyová portréty různých osobností města včetně Jacoba Grimma, Cosimy Wagnerové a Alexandra von Humboldt. Neyová byla podporována přírodovědcem Humboldtem, sochařem Christianem Rauchem a diplomatem Varnhagenem z Ense; když všichni tři umřeli mezi koncem roku 1857 a létem 1859, rozhodla se cestovat po Německu hledat nové pozoruhodné osoby.:133–134
Na podzim roku 1859 odešla do Frankfurtu, aby vytvořila sochu významného filozofa Arthura Schopenhauera. Neyová vyzvala Schopenhauera nepozvaná a neohlášená a on jí prvně odmítl být modelem. Nicméně jej brzy přesvědčila, aby jí pózoval, a během modelování portrétu mezi nimi vzniklo přátelství.:134–135
Po dokončení portrétu v hlíně se Neyová vrátila do svého ateliéru v Berlíně, aby sochu na konci roku 1859 vytesala z mramoru. V následujícím roce byla socha vystavena ve Frankfurtu, Berlíně a Lipsku, kde sídlil Schopenhauerův vydavatel.:25
Neyová také předvedla práci na Pařížském salonu v roce 1861, společně s její portrétní bustou Eilharda Mitscherlicha.:30 Dílo je nyní ve vlastnictví Muzea Elisabet Neyové v texaském Austinu, kam se Neyová později přestěhovala.

## Vzhled a přijetí
Schopenhauer znázorňuje model v jednasedmdesáti letech, rok před jeho smrtí. Busta výrazným způsobem představuje Schopenhauerův často karikovaný holý vrchol lebky, rozcuchané vlasy a střapaté licousy.:27 Postava je bez oblečení, ukazuje holá ramena a horní část hrudi.:138 Oči jsou lehce vyryté, hlava je mírně nakloněná, s nejednoznačným výrazem; tyto detaily dělají portrét osobnější než dřívější, přísněji neoklasicistní díla Neyové.:27
Busta Schopenhauer byla považována za zdařilé zpodobnění své předlohy, až lichotivé.:27 Dílo dobře přijali kritici a také samotný Schopenhauer, který byl hluboce nespokojen se svými dřívějšími malovanými či fotografickými portréty.:136 Úspěch díla pomohl Neyové získat zakázku na její další významné dílo, bustu krále Jiřího V. Hannoverského.:141